# Pedro Firmo Únzaga
Pedro Firmo Únzaga (Santiago del Estero, ca. 1837 - 1908) fue un abogado, docente y político argentino, que ejerció como gobernador de la provincia de Santiago del Estero entre 1883 y 1884.

## Biografía
Fue hijo de Rafaela Carol y del juez Pedro Ignacio Únzaga, uno de los dirigentes que en 1840 intentaron el derrocamiento del caudillo Juan Felipe Ibarra, que murió cuatro años más tarde en prisión. Su familia lo llevó a la ciudad de Córdoba, donde se recibió de abogado. En 1860 fue ministro del gobernador Pedro Ramón Alcorta, y cuando el caudillo Manuel Taboada lo derrocó participó en su defensa armada; tras la derrota en la batalla de Maco se exilió en la provincia de Tucumán, donde ejerció como maestro y profesor.
Regresó definitivamente a su provincia tras la caída de los Taboada; fue ministro del gobernador Gregorio Santillán, diputado por el departamento Loreto, presidente de la Junta de Instrucción Pública, director general de Escuelas y profesor de latín en el Colegio Nacional de Santiago del Estero.
El final del período de los Taboada llevó a un largo período de inestabilidad en la provincia, y varias facciones políticas se disputaron violentamente el poder, forzando al Congreso Nacional a sancionar dos intervenciones federales, en octubre de 1882 y en agosto de 1883. Un acuerdo entre varios dirigentes permitió la elección de una fórmula de un personaje notable que se hubiera mantenido relativamente alejado de los conflictos: el profesor Pedro F. Únzaga.
Únzaga asumió el mando el 1 de octubre de 1883, llevando como ministro general al tucumano José Nicolás Matienzo. Durante su gestión se reformó la constitución provincial, y entre las reformas se estableció un Poder Legislativo bicameral, la elección del gobernador por un colegio electoral, y se estableció la figura de un vicegobernador. Para ese último cargo fue elegido el presidente del Senado, el comerciante Sofanor de la Silva, un personaje muy dependiente del senador nacional Absalón Ibarra. Tanto éstos como el ministro Matienzo trabajaban activamente para la candidatura presidencial de Bernardo de Irigoyen, enfrentada a la del influyente cuñado del presidente Roca, Miguel Juárez Celman. De modo que la política nacional desestabilizó una vez más la política local: convencido de la inutilidad de oponerse a Juárez Celman, el senador Rojas se pasó al bando del presidente Roca, a quien denunció que el gobernador permitía la propaganda en favor de Irigoyen.
Ajeno a estos manejos electorales, el gobernador Únzaga inició la construcción de un Hospital Mixto en la capital, reorganizó el Poder Judicial, fundó Villa Ojo de Agua y creó el registro civil de la provincia.
En el mes de julio de 1884 se produjo un serio conflicto, a raíz de la separación de su cargo del jefe de policía Mariano Maza, que llevó a un complejo conflicto en la Legislatura. Cuando se promovió el juicio político del gobernador, se necesitaba de dos tercios de los votos para deponerlo, pero una mayoría simple lo declaró suspendido el 31 de julio de 1884; cuando el gobernador intentó resistir, uno de los guardias que lo custodiaba fue muerto a tiros, con lo que Únzaga debió huir. Al día siguiente asumió la gobernación interinamente el vicegobernador De la Silva. El gobernador pidió repetidamente al Congreso la intervención federal de la provincia para que lo repusiera en el mando, pero Roca y sus partidarios negaron cualquier clase de medida en favor de un gobernador considerado opositor. A pesar de la Corte de Justicia declaró nulo el proceso, el 24 de octubre de 1844, Únzaga fue definitivamente separado del cargo.
El exgobernador se radicó en la ciudad de Buenos Aires, donde trabajó activamente contra la política del senador y luego gobernador Absalón Rojas. Tras la caída y fallecimiento de éste, regresó en 1893 a su provincia, donde fue jefe del Registro Civil, y en 1898 fue nombrado presidente del Consejo Provincial de Educación.
Falleció en su ciudad natal el 16 de febrero de 1908.